# Korie Hlede
Koraljka „Korie” Hlede (ur. 29 marca 1975 w Zagrzebiu) – chorwacka koszykarka, występująca na pozycji rzucającej, reprezentantka kraju, po zakończenia kariery zawodniczej trenerka koszykarska.

## Osiągnięcia
Na podstawie, o ile nie zaznaczono inaczej.

### NCAA
- Koszykarka roku konferencji Atlantic 10 (A–10 – 1996, 1998)
- Debiutantka roku konferencji Atlantic 10 (1995)
- Wybrana do:
  - I składu:
    - ESPN Academic All-American (1996, 1997, 1998)
    - A-10 (1995–1998)
    - Kodak District 2 All-American (1995–1998)

  - składu honorable mention All-American (1995–1998)
  - Galerii Sław Sportu Uniwersytetu Duquesne – Duquesne University Sports Hall of Fame (2003)
- Liderka strzelczyń konferencji Atlantic 10 (1995–1998)
- Drużyna Duquesne Dukes zastrzegła należący do niej numer 25

### WNBA
- Wicemistrzyni WNBA (2002)
- Liderka WNBA w skuteczności rzutów za 3 punkty (2000)[2]

### Inne
Drużynowe
- Mistrzyni Węgier (2005)
- 4. miejsce:
  - w Eurolidze (2005)
  - podczas mistrzostw ligi hiszpańskiej (2007)
- Zdobywczyni pucharu:
  - Chorwacji (1994)
  - Węgier (2005)

Indywidualne
- Liderka strzelczyń hiszpańskiej ligi LFB (2002)

### Reprezentacja
- Mistrzyni igrzysk śródziemnomorskich (2001)
- Wicemistrzyni Europy U–16 (1991)
- Uczestniczka mistrzostw Europy (1995 – 8. miejsce)

### Trenerskie
- Mistrzyni WNBA (2003 jako asystentka trenera)